# 大迫淳英
大迫 淳英（おおさこ じゅんえい、1973年6月21日 - ）は、鹿児島県鹿児島市生まれ（姶良市育ち）のヴァイオリニスト。
CS日テレの日テレプラスで放送している「鉄道発見伝 鉄兄ちゃん藤田大介アナが行く!」の番組テーマ曲（鉄道発見伝のテーマ）を担当。
サウンドクルーズコンサート2016in岡山では、工業デザイナー水戸岡鋭治とトークショーを行う。

## 出展
1. ↑  ななつ星“演奏乗務員”大迫淳英　７月２日岡山でコンサート